# James Webster
James Alfred "Jim" Webster (ur. 23 stycznia 1886, zm. 14 grudnia 1951) – brytyjski zapaśnik walczący w stylu wolnym. Olimpijczyk z Londynu 1908, gdzie zajął piąte miejsce w wadze piórkowej.
Mistrz kraju w 1908 roku. 

## Letnie Igrzyska Olimpijskie 1908
| Konkurencja        | Rundy eliminacyjne    | Rundy eliminacyjne  | Klas. końcowa |
| Konkurencja        | 1/8                   | 1/4                 | Miejsce       |
| ------------------ | --------------------- | ------------------- | ------------- |
| 60,3 kg styl wolny | William Adams (GBR) Z | George Dole (USA) P | 5.            |